# Одесский кадетский корпус
Оде́сский Вели́кого кня́зя Константи́на Константи́новича каде́тский ко́рпус — закрытое начальное военно-учебное заведение с программой среднего учебного заведения с полным пансионом и полувоенным внутренним строем для подготовки молодежи к военной карьере, существовавшее в Одессе с 1899 по 1920 годы.
Корпусной день: 11 (24) мая, день памяти равноапостольных братьев Кирилла и Мефодия.

## История
16 апреля 1899 года по Высочайшему повелению Императора Николая II, объявленном в приказе по Военному ведомству № 116 был основан Одесский кадетский корпус. Одесский кадетский корпус являлся  24-м по счету сухопутным кадетским корпусом в Российской империи.

### Строительство здания корпуса
13 мая 1889 года решением Военного совета была сформирована строительная комиссия по постройке зданий корпуса, а ответственным за строительство был назначен военный инженер полковник С.П. Залесский. До завершения строительства корпусу были временно предоставлены помещения Сабанских казарм на улице Канатной. В мае 1900 года ответственным за постройку новых зданий вместо полковника С.П.Залесского был назначен военный инженер П.Е. Кошлич, который частично завершил строительство к началу 1902—1903 учебного года, а окончательно в 1904—1905 годах. К моменту постройки в главном здании было 140 отдельных помещений: учебные классы, спальни, столовая, сборное помещение, гимнастический зал. Внутри главного здания была построена церковь во имя святых равноапостольных Кирилла и Мефодия. Отдельно располагались двух и трёхэтажные строения для директора и канцелярии, лазарет на 14 палат, офицерские квартиры. Кроме того, имелась конюшня на 12 лошадей, экипажный сарай, обсерватория, оранжерея, погреб для продуктов, котельная, баня, механическая прачечная, караулка. Внутренняя отделка зданий была  богата лепниной, по последнему слову был устроен гимнастический зал.

### Будни корпуса
В конце мая 1899 года в Одессу прибыл назначенный директором корпуса генерал-майор М.Е. Дерюгин и руководящий персонал, который приступил к организации ремонта казарм и подготовке их к приему первых кадетов. Основателями корпуса стали первыми прибывшие в корпус и назначенные на должности: директор генерал-майор М.К. Дерюгин, инспектор классов подполковник А.А. Агапов, ротный командир подполковник К.Н. Гришков, офицеры-воспитатели — штабс-капитан М.Ф. Самоцвет и поручик В.В. Цытович. 26 августа 1899 года состоялись экзамены, после которых в первый класс корпуса были зачислены 68 человек. 1 сентября был отслужен торжественный молебен, и со следующего дня начался первый учебный год.
В конце осени 1900 года корпус впервые посетил Великий князь Константин Константинович, в марте того же года назначенный главным начальником военно-учебных заведений.
10 мая 1901 года состоялась торжественная закладка новых зданий корпуса на 4-й станции Большого Фонтана, между лагерями одесского гарнизона и новым ипподромом Общества поощрения скакового и бегового коннозаводства. Богослужения возглавил архиепископ Херсонский и Одесский Иустин. С 22 по 24 октября 1901 года последовало второе посещение корпуса главным инспектором военно-учебных заведений Великим Князем Константином Константиновичем, за время которого им изучались вопросы жизни, быта и обучения кадет, общего воспитательного и учебного процесса в корпусе. 
6 октября 1902 года  был освящён корпусный храм в память святых равноапостольных братьев Кирилла и Мефодия. На торжестве освящения присутствовал Великий князь Константин Константинович. В зале 3-й роты в присутствии Великого князя состоялся музыкально-литературный вечер с участием хора певчих, духового корпусного оркестра и отдельных исполнителей - кадет. По словам Великого князя Константина Константиновича:
Я выношу от Одесского Кадетского Корпуса, от освящения его храма и всего виденного мною самое приятное впечатление
17 сентября 1904 года в Одессу прибыл Император Николай II для проведения смотра  8-го армейского корпуса перед его отправкой на Дальний Восток. На правом фланге войск присутствовал весь личный состав кадетского корпуса. Император поздоровался с кадетами и повелел директору корпуса перевести кадет ближе к царскому шатру, чтобы им лучше был виден парад войск. Отъезжающие на фронт офицеры после парада посетили корпус и сфотографировались вместе с кадетами. Кадеты на руках несли отбывающих офицеров до ворот корпуса. В январе 1905 года кадеты провели сбор денег для создания фонда по выдаче пособий семьям убитых нижних чинов 4-й стрелковой бригады
7 октября 1905 года корпусу было пожаловано знамя, доставленное сюда 10 мая 1906 года генерал-лейтенантом К.Н. Анчутиным, о чем кадетам было объявлено 17 октября во время торжественного построения, на которое 1-я строевая рота впервые вышла с ружьями.  Вечером этого же дня в портретном зале состоялась торжественная прибивка знамени. От каждого отделения для прибивки было назначено несколько кадет. Первым прибил гвоздь генерал Анчутин, за ним последовали директор корпуса, корпусные офицеры и кадеты. Великий князь Константин Константинович очень сожалел о том что не смог посетить корпус и лично не вручить знамя корпусу:

...Анчутин уехал выдавать знамя Одесскому корпусу. Тамошний командующий войсками Каульбарс сообщил, что мне ехать туда небезопасно, что он не ручается, чтобы не подстроили бомбы. Пришлось испросить Высочайшее повеление на передачу знамени через моего помощника. Таким образом, не исполнилась моя мечта побывать в Одесском корпусе перед первым выпуском...
24 мая 1906 года был Высочайше утвержден жетон корпуса и основано «Общество взаимопомощи бывших кадет и служащих». 30 мая 1906 года состоялся первый выпуск — 75 человек, 65 из которых поступили в различные военные училища. По состоянию на 1 августа 1912 года корпус закончили 429 человек.
С 22 по 31 декабря 1908 года  в Санкт-Петербурге   проходил «Первый съезд офицеров-воспитателей кадетских корпусов», где от Одесского кадетского корпуса  в качестве обязательного участника принимал участие офицер-воспитатель подполковник В.В. Цытович.
В 1909 году было торжественно отпраздновано 10-летие Одесского кадетского корпуса, к этому дню был выпущен сборник «Одесский кадетский корпус за первые 10 лет его существования». В празднование был включён парад на котором присутствовал командующий Одесским военным округом генерал от кавалерии барон А.В. Каульбарс, а осенью того же года корпус в полном составе участвовал в параде войск Одесского гарнизона в ознаменование 200-летнего юбилея Полтавской победы.
В декабре 1913 года Одесский кадетский корпус посетил инспектор Главного управления военно-учебных заведений генерал-лейтенант П.А. Лайминг. По состоянию на начало инспекции по штату в корпусе должно было быть 500 воспитанников, по списку оказалось 607 человек. Казеннокоштных воспитанников – 430, штатных стипендиатов – 75, сверхштатных стипендиатов – 31, своекоштных интернов – 66, приходящих – 7 человек. По вероисповеданию: православных – 572 человека, католиков – 20, лютеран – 9, мусульман – 5. По происхождению: сыновей потомственных дворян – 377 человек, личных дворян – 173, духовного звания – 11, прочих сословий – 45. Сыновей лиц военного звания – 420 человек, прочих званий – 187.
2 июня 1914 года первая и вторая роты Одесского кадетского корпуса приняли участие в царском смотре войск Одесского военного округа в котором принял участие император Николай II, императрица Александра Фёдоровна и цесаревич Алексей Николаевич
В середине 1915 года корпусу было даровано шефство скончавшегося Великого князя Константина Константиновича, после чего кадеты получили погоны с вензелем Великого князя. Корпус стал именоваться «Одесский Великого князя Константина Константиновича кадетский корпус».

### Структура корпуса перед Первой мировой войной
Структура ОКК на 1914 год
Управление:
- Директор (ген.-майор Н. А. Радкевич)

Воспитательная часть:
- Командир 1-й роты (пол-к М. Ф. Самоцвет)
- Командир 2-й роты (пол-к В. В. Цытович)
- Командир 3-й роты (пол-к С. М. Попов)
- Командир 4-й роты (пол-к В. Ф. Стерлигов)
  - 22 офицера-воспитателя

Учебная часть:
- Инспектор классов (ген.-майор П. Е. Кошлич)
  - 15 штатных преподавателя

## История после 1917 года
После февральской революции кадеты остались верны царскому правительству. В мае 1917 они отказались прийти на парад в честь приезда военного министра Гучкова и сожгли выданные им красные флаги. Это вызвало скандал — левые газеты называли корпус «осиным гнездом контрреволюции», а кадетов — «волчатами» и «жандармскими панычами».
31 августа 1917 корпус, как и все кадетские корпуса бывшей Российской империи был переименован в Гимназию военного ведомства. В конце августа — начале сентября 1917 года корпус был эвакуирован из Одессы в Ростов-на-Дону, а в середине сентября — в Новочеркасск. В середине октября приказом донского атамана Каледина корпус был расформирован, а кадетам предложено самостоятельно вернуться в семьи.

### Участие в Гражданской войне
Часть кадет вступила в различные формирования Добровольческой армии. Кадеты Одесского кадетского корпуса составили одну из двух рот Юнкерского батальона. Этот батальон был сформирован в ноябре 1917 года в Новочеркасске и являлся одним из первых подразделений Добрармии. Он и принял один из первых боёв: 27 ноября батальон получил приказание погрузиться в поезд и совместно с полусотней Донского казачьего военного училища был направлен в Нахичевань для отражения приближавшихся с юга (с Кавказского фронта) большевистских частей. Выгрузившись под огнём противника, батальон построился и, как на учениях, в полный рост, пошёл в атаку на позиции красных. В этом бою погибли почти все кадеты Одесского и Орловского корпусов (взвод капитана Донскова). Найденные после боя трупы кадет были обезображены и исколоты штыками.:238
В середине ноября часть кадет, вернувшаяся в Одессу, была собрана в здании Епархиального женского училища. Заведение не имело официального названия, но руководил им прежний директор, полковник Бернацкий.
Весной 1918 года корпус был возрожден как гетманский, в связи с чем ему были возвращены здания. Ранней весной 1919 года войска Антанты начали готовиться к эвакуации из Одессы, в связи с чем было решено эвакуировать корпус в Туапсе.
После эвакуации, 1 апреля 1919 года, корпус был восстановлен в составе ВСЮР, приняв в своё расположение также Киевский и Полоцкий кадетские корпуса. В октябре 1919 года корпус вновь вернулся в Одессу морем на вспомогательном крейсере «Цесаревич Георгий».

#### Эвакуация корпуса в феврале 1920 года
25 января 1920 года при оставлении Одессы личный состав Одесского корпуса насчитывал до 900 кадет. Примерно 126 кадет и 20 лиц персонала были эвакуированы морем в Королевство СХС, где вошли в состав созданного там Первого Русского кадетского корпуса.
Бо́льшая часть кадет (примерно 400 человек, в основном младших классов), не успев попасть в порт, попытались эвакуироваться сухопутным путём в Румынию, но румынскими властями пропущены не были. После чего полурота 1-й роты (старшеклассники — около 50 кадет) продолжили военный поход на север, вместе с остальными воинскими частями, для соединения с отрядом генерала Бредова. Этим кадетам с потерями, но всё же удалось с боями прорвалась в Румынию, а оттуда они были эвакуированы в Югославию, где влилась в Первый Русский кадетский корпус.
Оставшиеся примерно 350 человек младших классов (в их составе было ещё примерно 40 человек старшеклассников, которые желали прорываться на север, а не возвращаться в Одессу, но которых из-за неразберихи не взяли в тот поход) во главе с директором корпуса полковником Бернацким и другими воспитателями (полковником Овсянниковым) были вынуждены вернуться в красную Одессу, где «рассеялись».
В 1920 году на территории кадетского корпуса советской властью был устроен концлагерь, в котором содержались контр-революционеры и заложники.

#### Эмиграция
В эмиграции объединение выпускников корпуса выпускало в Париже в 1955 году журнал «Досуг одесского кадета» — первый номер на ротаторе, 250 экземпляров (редколлегия: С. М. Ножин, B. C. Новиков, С. М. Каминский, К. С. Соловский).

## Выпускники корпуса в Белой борьбе
Всего из 1196 выпускников корпуса 446 приняло участие в борьбе с большевизмом в составе белых армий. Из 235 погибших выпускников корпуса 70 погибли в Первой мировой войне, 128 в белых армиях (в том числе 56 — в 1920 году) и ещё 32 в борьбе с большевиками после Гражданской войны.

## Командный, учебно-воспитательный и административный состав Одесского кадетского корпуса 1899—1920 гг
Источники: 
- 1899—1906 — генерал от инфантерии  Дерюгин, Михаил Евсеевич
- 1906—1915 — генерал-майор  Радкевич, Николай Александрович
- 1915—1917 — генерал-майор Кошлич, Павел Ефимович
- 1917—1920 — полковник Бернацкий, Владимир Александрович

- 1899—1903 — полковник Агапов, Алексей Алексеевич
- 1903—1904 — полковник Шидловский Владимир Юлианович
- 1904—1914 — генерал-майор Кошлич, Павел Ефимович
- 1914—1917 — полковник Бернацкий, Владимир Александрович
- 1917—1918 — полковник Гущин Василий Федорович
- 1918—1920 — статский советник Гайдовский-Потапович Александр Михайлович

- 1899—1908 — полковник Гришков, Константин Николаевич
- 1901—1904 — полковник Нестеренко Пётр Васильевич
- 1903—1908 — полковник Голеевский, Максимилиан Николаевич
- 1904—1906 — полковник Михайловский, Николай Константинович
- 1905—1917 — полковник Стерлигов Владимир Фёдорович
- 1906—1920 — полковник Самоцвет, Матвей Феофилович
- 1908—1920 — полковник Попов Сергей Михайлович
- 1908—1913 — полковник Юркевич Александр Фёдорович
- 1913—1915 — полковник Цытович, Владимир Викторович
- 1915—1920 — полковник Шеншин Пётр Петрович
- 1917—1920 — полковник Овсянников, Павел Филиппович
- 1918—1920 — полковник Навроцкий Николай Яковлевич

- 1899—1903 — подполковник Голеевский Максимилиан Николаевич
- 1899—1904 — подполковник Михайловский Николай Константинович
- 1899—1906 — подполковник Самоцвет Матвей Феофилович
- 1899—1913 — подполковник Цытович Владимир Викторович
- 1900—1904 — подполковник Стерлигов Владимир Фёдорович
- 1900—1908 — подполковник Романов Юлий Петрович
- 1900—1909 — подполковник Трубников Михаил Александрович
- 1901—1908 — подполковник Попов Сергей Михайлович
- 1902—1915 — подполковник Шеншин Петр Петрович
- 1902—1910 — подполковник Романов Яков Петрович
- 1903—1917 — подполковник Копейко Евгений Гаврилович
- 1903—1915 — подполковник Ткачев Василий Матвеевич
- 1903—1910 — подполковник Янишевский Александр Николаевич
- 1904—1917 — подполковник Смирнский Всеволод Федорович
- 1904—1910 — подполковник Дрешер Яков Петрович
- 1904—1909 — подполковник Гацкевич Евгений Григорьевич
- 1905—1920 — подполковник Орлицкий, Сергей Константинович
- 1905—1920 — подполковник Болецкий Евгений Богуславович
- 1905—1915 — подполковник Ракитин Николай Семенович
- 1905—1910 — подполковник Денисенков Петр Николаевич
- 1906—1920 — подполковник Буздижан Константин Иванович
- 1906—1908 — подполковник Кракелль Модест Альбертович
- 1907—1914 — подполковник Зенкевич Владимир Иванович
- 1907—1914 — подполковник Мищенко Леонид Васильевич
- 1908—1916 — подполковник Некрасов Василий Михайлович
- 1908—1914 — подполковник Чистосердов Константин Петрович
- 1908—1914 — подполковник Канторов Григорий Михайлович
- 1909—1915 и 1917—1920 — подполковник Фёдоров Константин Степанович
- 1911—1920 — подполковник Кременецкий Евгений Трофимович
- 1911—1914 и 1917—1920 — подполковник Жуков Александр Александрович
- 1912—1918 — подполковник Лукин Андрей Николаевич
- 1914—1916 — подполковник Сервирог Виктор Андреевич
- 1917—1920 — подполковник Бышевский Николай Иосифович
- 1917—1920 — подполковник Кобылин Василий Сергеевич
- 1917—1920 — подполковник Рогойский Георгий Иосифович
- 1917—1920 — подполковник Снитко Александр Николаевич
- 1901—1906 — капитан Лихачёв Константин Александрович
- 1903—1906 — капитан Мачуговский Владимир Васильевич
- 1904—1905 — капитан Закржевский, Василий Иванович
- 1905—1906 — капитан Новиков Роман Иванович
- 1909—1911 — капитан Самарский Николай Константинович
- 1910—1912 — капитан Линденер Антон Федорович
- 1910—1912 — капитан Шевяков, Николай Николаевич
- 1910—1915 — капитан Северьянов Михаил Михайлович
- 1912—1914 — капитан Зелинский Михаил Викентьевич
- 1912—1914 — капитан Сусский Александр Филиппович
- 1912—1914 — капитан Токарев Николай Николаевич
- 1913—1914 и 1917—1920 — капитан Страдецкий Вячеслав Константинович
- 1915—1920 — капитан Зиневич Николай Павлович
- 1916—1920 — капитан Реммерт Георгий Леопольдович
- 1918—1919 — капитан Чекувер Николай Хрисанфович
- 1903—1907 — штабс-капитан Лебедев Николай Петрович
- 1904—1907 — штабс-капитан Савич Вячеслав Алоизиевич
- 1906—1908 — штабс-капитан Шереметьев, Вячеслав Иванович
- 1910—1913 — штабс-капитан Голубов Борис Владимирович
- 1910—1913 — штабс-капитан Петерсон Владимир Александрович
- 1910—1913 — штабс-капитан Голубов Борис Владимирович
- 1913—1915 — штабс-капитан Тимченко Петр Григорьевич
- 1915—1920 — штабс-капитан Малявский Борис Николаевич
- 1915—1920 — штабс-капитан Миляев Петр Гаврилович
- 1915—1920 — штабс-ротмистр Петровский Анатолий Николаевич
- 1916—1920 — штабс-капитан Билетов Алексей Дмитриевич
- 1905—1908 — поручик Кублицкий-Пиотух Владимир Александрович
- 1908—1909 — поручик Молчанов Сергей Михайлович
- 1910—1913 — сотник Ткачёв, Вячеслав Матвеевич
- 1911—1912 — поручик гвардии Петров Василий Васильевич
- 1912—1913 — поручик Шульц Борис Ксенофонтьевич
- 1913—1915 — поручик Лабунский, Илларион Константинович
- 1914—1915 — поручик Симченко Сергей Михайлович
- 1915—1920 — поручик Черненко Иван Григорьевич

- генерал-майор Кошлич, Павел Ефимович (математика)
- полковник Гущин Василий Федорович (математика, космография)
- полковник Ротгольц, Сергей Давидович (законоведение)
- полковник Молчанов Пантелеймон Сергеевич (русский язык)
- полковник Попандопуло Александр Георгиевич (законоведение)
- полковник Пятницкий Константин Константинович
- полковник Миляшкевич Фёдор Иосипович (русский язык, история)
- полковник Мамышев Николай Вячеславович (физика и механика)
- полковник Гришков Константин Николаевич (ручной труд)
- полковник Ракитин, Леонид Семенович (проекционное черчение)
- полковник Бернацкий Владимир Александрович (законоведение)
- полковник Арендт Валериан Иванович (география)
- подполковник Голеевский Максимилиан Николаевич (ручной труд)
- подполковник Стерлигов Владимир Фёдорович
- подполковник Самоцвет Матвей Феофилович (законоведение, стрельба)
- подполковник Цытович Владимир Викторович (пение: балалаечный оркестр, фотография)
- подполковник Попов Сергей Михайлович (фотография)
- подполковник Чистосердов Константин Петрович (космография)
- подполковник Буздижан Константин Иванович (пение: балалаечный оркестр)
- подполковник Гацкевич Евгений Григорьевич (география)
- подполковник Янишевский Александр Николаевич (выразительное чтение и театральные постановки, ручной труд)
- подполковник Некрасов Василий Михайлович (фехтование и рубка)
- подполковник Кракель Модест Андреевич (фехтование и рубка)
- подполковник Сидоров Александр Георгиевич (фехтование и рубка)
- подполковник Трубников Михаил Александрович (фехтование и рубка, групповая гимнастика, ручной труд)
- подполковник Орлицкий Сергей Константинович (групповая гимнастика, ручной труд)
- подполковник Канторов Григорий Михайлович (верховая езда и вольтижировка)
- подполковник Ткачев Василий Матвеевич (верховая езда и вольтижировка)
- подполковник Дрешер Яков Петрович (переплётное дело)
- капитан Закржевский Василий Иванович (физика и механика)
- капитан Реммерт Георгий Леопольдович (рисование)
- капитан Зиневич Николай Павлович (пение: духовой оркестр)
- капитан Мачуговский Владимир Васильевич (выразительное чтение и театральные постановки)
- штабс-капитан Билетов Алексей Дмитриевич (фехтование и рубка)
- штабс-капитан Голубов Борис Владимирович (фехтование и рубка)
- д-р. богосл., протоиерей Петровский Сергей Васильевич (закон божий)
- действительный статский советник Беляков Иван Васильевич (фотография)
- действительный статский советник Безбедович Анатолий Михайлович (природоведение)
- действительный статский советник Боголюбов Михаил Петрович
- действительный статский советник Березин Сергей Иванович (математика, физика, механика)
- действительный статский советник Каменский Илья Владимирович (история)
- действительный статский советник Долматов Алексей Сергеевич (анатомия)
- статский советник Флеров Алексей Павлович (русский язык, словесность и литература)
- статский советник Акимович Николай Васильевич (математика, космография)
- статский советник Гладковский Иван Федотович (русский язык и литература)
- статский советник Шамбон Клавдий-Антон Власьевич (иностранные языки)
- статский советник Бальц Владимир Степанович (чистописание, танцы)
- статский советник Помпе Василий Эмилевич (иностранные языки)
- статский советник Крайнев Дмитрий Карпович (рисование, черчение, выжигание по дереву)
- статский советник Николенко Константин Акимович (пение)
- статский советник Морозов Вадим Львович (рисование)
- статский советник Ханакадопуло Лазарь Дмитриевич (математика, черчение, космография))
- статский советник Гайдовский-Потапович Александр Михайлович (физика, математика)
- статский советник Фот Максим Карлович (немецкий язык)
- статский советник Алфёров Александр Степанович (анатомия)
- статский советник Кулаков Владимир Николаевич (история)
- статский советник Холачев Сергей Яковлевич (танцы)
- Фон-Отто Андрей Витольдьевич (природоведение)
- Эрисман Иван Михайлович
- Фон-Веллигераде Фёдор Иоганович
- Жиллэ Георгий Альфредович (французский язык)
- Инглези Дмитрий Спиридонович (математика)
- Стахорский Казимир Карлович
- Чуйков Петр Григорьевич (география)
- Лебедев Вячеслав Бонифатьевич
- Коварц Владимир Николаевич
- Бауман Роланд Христианович
- Бендер Франц Францевич (немецкий язык)
- Мачуговская Любовь Михайловна
- Бондаренко Фёдор Иванович (пение: духовой оркестр)
- Перман Осип Вячеславович (пение: струнный оркестр)
- Фот Антонина Рудольфовна
- Власов Вадим Андреевич
- Петерс Альфред Юльевич
- Гассельблат Оттомар Робертович (иностранные языки)
- Лозинский (русский язык и литература)

Заведующий Историко-педагогическим музеем корпуса
- 1899—1915 — полковник Цытович Владимир Викторович

Старший священник корпуса
- 1899—1920 — д-р богословия, протоиерей Петровский Сергей Васильевич

Старший врач корпуса
- 1899—1917 — д-р медицины, действительный статский советник Беляков Иван Васильевич

Секретарь корпуса
- 1899—1920 — коллежский советник Лавриненко Григорий Антонович

Казначеи корпуса
- 1899—1902 — подполковник Голеевский Максимилиан Николаевич
- 1902—1920 — полковник Самоцвет Матвей Феофилович

Смотрители зданий корпуса
- 1899—1909 — подполковник Молчанов Михаил Матвеевич
- 1909—1915 — подполковник Яблонский Эдмунд Климентович
- 1915—1920 — поручик Антонов Иван Степанович

Заведующие обмундированием кадет
- 1899—1902 — капитан Молчанов Михаил Матвеевич
- 1902—1910 — капитан Яблонский Эдмунд Климентович
- 1910—1913 — капитан Кономопуло Иван Илларионович
- 1913—1920 — капитан Сидоров Александр Георгиевич

Бухгалтеры корпуса
- 1899—1905 — коллежский советник Данилевский И. В.
- 1905—1911 — коллежский советник Калиничев Я. В.
- 1911—1917 — коллежский советник Новиков Тихон Степанович